# 巴勒达尔 (辉特部)
巴勒达尔（?—?），清朝蒙古王公。卫拉特蒙古青海辉特部台吉。姓伊克明安。
青诺颜第巴第三子，康熙年间，从父迁徙游牧青海，附和硕特部游牧。雍正元年（1723年），罗卜藏丹津叛乱，巴勒达尔和弟弟贡格等拒不归附罗卜藏丹津，派遣兵马相助清军击敌，被雍正帝所重。令他别为一部，授贡格为札萨克一等台吉。